# Setabis myrtis
Setabis myrtis is een vlindersoort uit de familie van de prachtvlinders (Riodinidae), onderfamilie Riodininae.
Setabis myrtis werd in 1851 beschreven door Westwood.